# Alexander Willwoll
Alexander Willwoll SJ (* 27. September 1887 in Rorschach; † 5. Oktober 1961 in Lützel, Département Haut-Rhin) war ein Schweizer Jesuit und Psychologe.

## Leben
Alexander Willwoll war der Sohn des Kaufmanns Wilhelm Willwoll und dessen Ehefrau Ursula, geborene Hendrix. Er besuchte von 1902 bis 1907 das Gymnasium Stella Matutina in Feldkirch und trat 1908 in den Jesuitenorden ein. Er studierte Philosophie und Theologie in Valkenburg in den Niederlanden und war anschließend von 1921 bis 1922 Vikar an der Liebfrauenkirche Zürich. Von 1922 bis 1925 studierte er Psychologie in Rom und Wien und habilitierte zum Dr. phil. an der Universität Wien.
1925 begann er mit Vorlesungen als Professor für philosophische und experimentelle Psychologie an der Ordenshochschule in Pullach; dort blieb er bis 1939 und gab in dieser Zeit auch Doktorandenkurse in Rom. Als 1939 der Krieg ausbrach, kehrte er in die Schweiz zurück und war von 1939 bis 1945 Oberer und Dozent an provisorischen Studienhäusern. Von 1945 bis 1946 wie auch von 1949 bis 1951 war er Spiritual in Oberwil bei Zug. 1946 wurde er Exerzitienleiter im Bildungshaus Lassalle-Haus in Edlibach und blieb bis 1949 in dieser Tätigkeit. 1951 wurde er Direktor des Bildungshauses und ab 1959 Exerzitienleiter bei verschiedenen Schwesterngenossenschaften, unter anderem im Kloster Lützel.
Alexander Willwoll wurde von seinen Lehrern Karl Bühler und Joseph Fröbes (1866–1947) erheblich beeinflusst und integrierte Experimental- und Denkpsychologie in einen kritischen Realismus.

## Schriften (Auswahl)
- Zur Krise der Psychologie. Herder, Freiburg i. B. 1925.
- Zur psychoanalytischen Bewegung. Benziger, Einsiedeln 1925/1926.
- Begriffsbildung: eine psychologische Untersuchung. S. Hirzel, Leipzig 1926.
- Lebensmut und Lebensdemut. Bern 1926.
- Zur Psychologie des religiösen Lebens. Benziger, Einsiedeln 1928.
- Vom psychologischen Apriori in unseren Urteilen. Sausgruber, Feldkirch 1931.
- Glaubensglück & Glaubenshemmung: psychologische Erwägung. Benziger, Einsiedeln 1933.
- Gemeinschaftsflucht und Heiligkeit. Benziger, Einsiedeln 1935.
- Vom Unbewussten im Ausbau des religiösen Erlebens. Spiess, Kollegium Maria Hilf, Schwyz 1945.
- Mit Gebhard Frei, Eduard Montalta, Emil Spiess: Rätsel der Seele: Studien zur Psychologie des Unbewusstseins. Walter, Olten 1946.
- Herrgottsferien. Walter, Olten 1952.